# Imer Pula

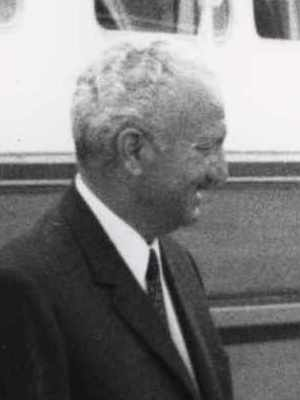

Imer Pula (1921-2010) was een Joegoslavisch politicus van de partij Liga van Communisten van Kosovo (Savez Komunista Kosovo (i Metohija), SKK), de toen enige politieke partij van Kosovo.
Van mei 1982 tot 5 mei 1984 was hij Voorzitter van de Uitvoerende Raad, vergelijkbaar met premier, van deSocialistische Autonome Provincie Kosovo, de naam van Kosovo tussen 1974 en 1990, nadat het meer autonomie was toegekend. Zijn voorganger was Riza Sapunxhiu en zijn opvolger Ljubomir Nedjo Borković.